# Росдорф (Холштајн)
Росдорф (њем. Rosdorf) општина је у њемачкој савезној држави Шлезвиг-Холштајн. Једно је од 112 општинских средишта округа Штајнбург. Према процјени из 2010. у општини је живјело 380 становника. Посједује регионалну шифру (AGS) 1061093.

## Географски и демографски подаци
Росдорф се налази у савезној држави Шлезвиг-Холштајн у округу Штајнбург. Општина се налази на надморској висини од 3 метра. Површина општине износи 5,6 km². У самом мјесту је, према процјени из 2010. године, живјело 380 становника. Просјечна густина становништва износи 68 становника/km².

## Међународна сарадња
| Мјесто | Држава   | Врста сарадње | Од    |
| ------ | -------- | ------------- | ----- |
| Лавов  | Украјина | контакт       | 1996. |
| Извор  |          |               |       |